# Oléoduc Énergie Est
 (juin 2025).

Tracé du projet de l'oléoduc Énergie-Est. En orange, l'oléoduc projeté. Le projet est annulé le 5 octobre 2017 par TransCanada.

L’oléoduc Énergie Est était un projet de TransCanada visant à acheminer du pétrole de l'Alberta, de la Saskatchewan et du Dakota du Nord à un terminal maritime situé à Saint-Jean (Nouveau-Brunswick) tout en desservant les trois raffineries de l'est du Canada. Un second terminal maritime qui devait être situé sur le fleuve Saint-Laurent a été abandonné. Cet oléoduc de 4 600 km de long aurait eu une capacité de 1 100 000 barils par jour. Il transporterait soit du pétrole léger conventionnel soit du pétrole brut de synthèse, provenant du pré-raffinage du bitume extrait des sables bitumineux de l'Athabasca. Son coût est évalué à 12 milliards $ CA. Évoqué dès 2012, ce projet est annoncé officiellement le 1er août 2013. Selon le calendrier initial de TransCanada, l'oléoduc devait entrer en service à Québec en 2017 et à Saint-Jean en 2018. En avril 2015, TransCanada annonce que son projet de port pétrolier à Gros-Cacouna est annulé et que la mise en service du pipeline ne se fera qu'au début de 2020, soit un an plus tard que prévu.
La Communauté métropolitaine de Montréal (Montréal, Laval), la ville de Gatineau, les municipalités régionales de comté (MRC) de L’Islet et d'Autray, les villes de Saint-Augustin-de-Desmaures, Lavaltrie et L'Assomption, l'Union des producteurs agricoles du Québec (UPA) et le Caucus Iroquois se sont prononcés officiellement contre le projet.
Le 5 octobre 2017, TransCanada annonce qu'en raison des nouvelles normes environnementales du gouvernement Trudeau, elle met fin au projet de l'oléoduc Énergie Est,.

## Le tracé
L'oléoduc aurait été alimenté à partir d'un nouveau terminal de réservoirs situé à Hardisty (Alberta) et d'un autre qui aurait été construit en Saskatchewan. Il aurait acheminé le pétrole au Canaport Energy East Marine Terminal à Saint-Jean (Nouveau-Brunswick), construit par Irving Oil, en partenariat avec TransCanada, à un coût unitaire de 300 millions $, et possiblement à un autre terminal maritime sur le fleuve Saint-Laurent, lequel était prévu originellement dans la région de Québec, et plus tard relocalisé à Cacouna puis abandonné.
Au passage, des extensions de l'oléoduc auraient alimenté aussi les raffineries de Sarnia (Imperial Oil), Montréal (Suncor), Québec (Valero) et Saint-Jean (Irving). Seule la raffinerie de Sarnia est équipée d'un coker unit permettant de transformer le bitume en un pétrole brut de synthèse raffinable. Selon certains, l'analyse du marché indique que le bitume aurait été exporté tel quel vers les méga-raffineries asiatiques plutôt que raffiné sur place.
D'une longueur totale de 4 400 km, l'oléoduc aurait été constitué de sections neuves se greffant à des sections existantes:
- Une section d'oléoduc de 375 km aurait été construite depuis le terminal de réservoirs de Hardisty (Alberta) jusqu'à Burstall (Saskatchewan) pour s'y connecter au gazoduc de TransCanada, qui achemine le gaz de l'Ouest vers l'Ontario.
- Une canalisation de la ligne principale de ce gazoduc aurait été convertie en oléoduc sur une distance de 3 000 km[17]. En effet, ce gazoduc n'est utilisé qu'à 50 % de sa capacité, en raison de la concurrence du gaz de schiste des États-Unis, dont la production a connu une expansion rapide[17].
- De nouvelles sections d'oléoduc auraient été construites: 
  - Cornwall - Montréal, où il aurait alimenté la raffinerie Suncor, dont la capacité est de 137 000 bbl/j;
  - Montréal - Québec, où il aurait alimenté la raffinerie Valero, dont la capacité est de 235 000 bbl/j; le tracé longera le gazoduc TQM sur la rive nord du Saint-Laurent et passera sous le fleuve à Saint-Augustin-de-Desmaures, « en plein cœur de la réserve naturelle des battures[18] » pour se rendre jusqu'à Saint-Nicolas[15];
  - Québec - Cacouna, pour être exporté par pétrolier[18] (projet annulé le 2 avril 2015);
  - Québec - Saint-Jean (Nouveau-Brunswick), où il aurait alimenté la raffinerie Irving, dont la capacité est de 300 000 bbl/j[19].

Au total, 68 réservoirs d'entreposage de pétrole brut auraient été construits le long du pipeline.

## Stratégie de TransCanada
Devant les difficultés d'Enbridge à faire accepter son projet d'oléoduc du Northern Gateway, et la forte opposition à laquelle se heurte son projet Keystone XL aux États-Unis, TransCanada a pris les devants afin de se gagner l'opinion publique. Elle s'était engagé à :
- procéder à « une étude environnementale et socioéconomique complète »;
- préserver les ressources environnementales par le rétablissement des caractéristiques biophysiques de l’environnement à un niveau équivalant à celui d’avant le projet;
- maintenir une servitude pour le droit de passage durant toute la durée de vie de l'oléoduc et de collaborer avec les propriétaires fonciers afin de résoudre tout problème qui découlerait de ses activités;
- procéder, avant le démarrage du projet, à des évaluations des ressources du patrimoine, de la végétation, des zones humides, des sols, de la faune, y compris des espèces en péril, ainsi que des habitats aquatiques[21].

TransCanada avait lancé également une importante opération de relations publiques avec l'aide de la firme Edelman, en saturant les réseaux sociaux afin de créer un mouvement d'opinion en faveur du projet. En même temps, cette campagne prévoyait attaquer les groupes d'opposants en colligeant toutes les informations financières ou judiciaires susceptibles de leur nuire.

## Aspects économiques
Cet oléoduc aurait été bénéfique pour le secteur de la construction et alimenterait en pétrole les raffineries de Montréal et de Saint-Romuald, augmentant ainsi la compétitivité d'un secteur de l'économie québécoise. Selon Le Devoir, « Une fois terminée la construction du pipeline et du port pétrolier de Cacouna, soit au plus tard en 2018, l’évaluation la plus courante fait état de 200 emplois directs. Ce chiffre comprend tous les éléments du projet de TransCanada qui seraient implantés en sol québécois. »
Le coût d'acheminement du pétrole, depuis l'Alberta jusqu'à Saint-Jean, revient à environ 7 $ le baril par oléoduc, contre 15 $ le baril par train. Selon un économiste, le Québec devrait exiger en compensation « une bonification du système de péréquation. La position québécoise devrait être : pipeline contre péréquation. »
Ce projet de TransCanada entrait en concurrence avec celui d'Enbridge, qui a inversé la direction de sa Ligne 9B à la fin de l'année 2016 et de l'oléoduc Portland-Montréal, construit en 1941, de façon à acheminer le pétrole de l'Ouest vers Montréal, puis vers le terminal pétrolier américain plutôt que vers ceux de Québec et Saint-Jean.
Le projet aurait eu pour conséquence que Gaz Métro, actuellement approvisionné en gaz de l'Ouest par le gazoduc de TransCanada, aurait été obligé de se fournir en gaz de schiste aux États-Unis ou, à tout le moins, de se trouver une nouvelle source d'approvisionnement en gaz naturel. TransCanada s'était déclaré prêt à fournir le gaz aux compagnies distributrices, notamment Gaz Métro et Union Gas en Ontario, à condition que celles-ci s'engagent pour une durée de 10 ans ou plus, ce qui revient à leur faire assumer le coût et les risques de la construction d'un nouveau gazoduc.

## Enjeux environnementaux
Lors de l'annonce du projet, la compagnie a souligné l'intérêt pour le pays de cet oléoduc, qui réunit les provinces de l'Est et de l'Ouest, comme jadis le chemin de fer transcanadien. À quoi, le représentant de Greenpeace répondit qu'on ne pouvait bâtir un pays « autour d'un projet qui empoisonne l'eau, viole les traités et accélère une crise climatique». L'association québécoise Équiterre est opposée au projet parce que ce dernier entraînerait une augmentation de l'exploitation des sables bitumineux, et par conséquent une croissance des effets néfastes de celle-ci sur le plan environnemental.
En janvier 2016, un rapport du bureau du Vérificateur général du Canada dénonce un certain laxisme dans la surveillance des pipelines par l'Office national de l'énergie.

### Hausse majeure des gaz à effet de serre
Selon une étude d’impact effectuée par l’Institut Pembina , la production de sable bitumineux nécessaire pour l’oléoduc aurait généré de 30 à 32 millions de tonnes de GES, ce qui surpasse le total des GES générés par les véhicules routiers du Québec. En comparaison, l'agrandissement de l’oléoduc Keystone XL, un autre projet de TransCanada, augmenterait les émissions de 22 millions de tonnes .

### Type de pétrole
Les impacts environnementaux de ce projet auraient été dépendants de la nature du pétrole qui aurait circulé dans ce pipeline. L'Alberta produit du pétrole léger provenant de puits conventionnels, mais en trop faible quantité pour alimenter un oléoduc d'une telle capacité, car la production était en 2012 de 556 000 bbl/j. Par contre, le volume de bitume produit était, cette même année, de 1 900 000 bbl/j (305 000 m3) et devrait doubler en 2022, pour atteindre 3 800 000 bbl/j, soit 221 millions de m3/an. Or, le bitume ne coule pas dans un oléoduc en raison de sa viscosité très élevée. Il doit donc :
- (a) soit être mélangé à des composants légers, pour produire du dilbit (bitume dilué), dont le brut lourd Western Canadian Select (WCS) est la variété la plus standardisée parmi quelque 25 autres[35];
- (b) soit être transformé sur place, dans une pré-raffinerie ou un coqueur, en pétrole brut de synthèse —en anglais synthetic crude oil (SCO), assimilable au pétrole léger. En 2011, l'Alberta transformait ainsi dans ses cinq pré-raffineries 57 % de sa production totale de bitume[36]. Comme les projets de nouvelles pré-raffineries ont été abandonnés pour des raisons économiques, le pourcentage de SCO devrait baisser, la production de bitume augmentant régulièrement[36].

Selon certains, cet oléoduc aurait transporté du pétrole léger,. Selon d'autres sources, c'est du dilbit qui aurait été acheminé par cet oléoduc et cette hypothèse se confirme en novembre 2013, car la compagnie Suncor avait prévu construire à sa raffinerie de Montréal une nouvelle unité de cokerie pour traiter le brut extra-lourd. Or, cela pose problème en cas de déversement dans un lac ou une rivière. En effet, alors que le pétrole léger flotte à la surface et finit par s'évaporer ou peut être recueilli ou dissous par des solvants, le dilbit se décompose en éléments lourds qui coulent au fond, tandis que les diluants —benzène, toluène et HAP— se dissipent dans l'atmosphère et engendrent divers symptômes, tels nausée, vertiges, maux de tête, toux et sensation de fatigue chez 60 % des gens qui y sont exposés. En outre, les HAP ont été identifiés comme pouvant causer le cancer, l'asthme et des problèmes hormonaux,,. Alors qu'un gazoduc n'exige pas de renforcement spécial au passage d'un cours d'eau, le gaz s'échappant dans l'atmosphère, il en va tout autrement pour le dilbit. Les opérations de nettoyage d'un important déversement de dilbit dans la rivière Kalamazoo en juillet 2010 ont coûté plus d'un milliard de dollars à la firme Enbridge.

### Risques de déversement
Depuis sa mise en service, le pipeline actuel a connu en 40 ans au moins six explosions importantes, le dernier incident étant survenu en 2014, lorsqu'un feu se déclara au sud de Winnipeg et que plusieurs maisons durent être évacuées de façon temporaire.
Devant les fuites fréquentes d'oléoducs et les déversements parfois importants de pétrole au cours des dernières années, le ministre de l'énergie de l'Alberta demande aux responsables industriels de renforcer la sécurité des oléoducs en investissant dans des technologies plus raffinées de prévention et détection des fuites. Toutefois, comme le rappelle David Suzuki, « Vous aurez peut-être des redevances, mais en échange, vous êtes assurés qu’il y aura des déversements. C’est une technologie qui produit des fuites. Il n’y a pas de moyens de les éviter ».
Comme le tracé du pipeline passe à proximité d'une demi-douzaine de bases des Forces armées, le ministère de la Défense nationale émet en août 2016 de sérieuses réserves envers ce projet, estimant qu'un déversement aurait des conséquences dramatiques et s'inquiétant de la capacité de payer de TransCanada en cas de déversement majeur.

### Seuil de détection des fuites
Selon une étude environnementale indépendante réalisée au Québec, dont les résultats ont été dévoilés en janvier 2015, « les systèmes de surveillance prévus par TransCanada ne pourraient détecter une fuite dont le débit serait de moins de 1,5 % du débit total de l’oléoduc. Or, une fuite de 1,5 % du débit représenterait pas moins de 2,6 millions de litres par jour. » Et ce déversement pourrait rester inaperçu durant des semaines. Le rapport recommande donc que soit mis en place un système beaucoup plus fin de détection des fuites.

### Impact du port pétrolier de Cacouna
TransCanada envisageait initialement de construire un port pétrolier à Cacouna pour l'exportation du brut au moyen de pétroliers géants de type post-Panamax. Cacouna deviendrait ainsi, avec Saint-Jean, un terminal maritime pour le pétrole albertain. Toutefois, ce projet suscite une forte opposition de la part de groupes inquiets pour la population des bélugas, qui se reproduisent dans cette zone marine.
En début septembre 2014, TransCanada entreprend des forages géotechniques visant à étudier la composition du sol sous-marin dans le secteur du port de Gros-Cacouna afin de déterminer les emplacements du port pétrolier qui serait construit à cet endroit. Mais le 23 septembre, la Cour supérieure fait suspendre les travaux jusqu'au 15 octobre afin de déterminer si le processus de prise de décision gouvernementale autorisant ces forages n'aurait pas été faussé.
Les travaux préliminaires sont arrêtés le 1er décembre 2014, à la suite de la publication du rapport du Comité sur la situation des espèces en péril au Canada, qui recommandait la pleine protection de l'habitat des bélugas, une espèce menacée qui se reproduit dans la région. Le 2 avril 2015, TransCanada annonce l'abandon de ce projet.
En mai 2015, une coalition d'une soixantaine de groupes environnementaux demande à l'ONE de suspendre l'étude du dossier de cet oléoduc, car il est de moins en moins certain qu'un port pétrolier soit construit au Québec.

## Positions des groupes politiques

### Partis fédéraux
L'ex premier ministre Stephen Harper estime que le projet serait profitable pour la région de l'Est canadien et promet une évaluation indépendante du projet. Toutefois, certains doutent de la crédibilité du processus d'évaluation, car celle-ci doit être faite par l'Office National de l'énergie, sur lequel le pouvoir exécutif exerce un étroit contrôle.
En septembre 2012, Thomas Mulcair, chef du NPD, appuie publiquement le projet en raison de ses bénéfices économiques pour les différentes régions du pays. Toutefois, en août 2013, un député de son parti se déclare hostile au projet.

### Québec
L'ex gouvernement québécois de Pauline Marois est divisé sur la question. 
En novembre 2012, à l'issue d'une rencontre avec Alison Redford, première ministre de l'Alberta, Pauline Marois accepte de mettre sur pied un comité chargé d'étudier les impacts d'un oléoduc transportant du pétrole des sables bitumineux à travers le Québec. Québec solidaire se déclare hostile à un projet qui n'est qu'une voie de passage pour le pétrole « sale » de l'Alberta.
Le maire de Québec, Régis Labeaume, se déclare favorable, disant préférer le transport de pétrole par oléoduc plutôt que par train ou navire-citerne. En revanche, le maire de Montréal, Denis Coderre, se déclare opposé au projet en raison des risques environnementaux.
En novembre 2014, le gouvernement du Québec énonce sept conditions pour le passage de cet oléoduc sur son territoire : le projet doit générer des retombées économiques pour tout le Québec ; un plan d'urgence doit être mis en place, avec un fonds de compensation en cas de déversement ; les communautés voisines du pipeline doivent être consultées ; la construction doit respecter les standards les plus élevés en matière de sécurité publique ; les Premières nations doivent être consultées ; le projet ne doit pas engendrer d'effets négatifs sur l'approvisionnement du Québec en gaz naturel.
La Communauté métropolitaine de Montréal, qui regroupe les 82 municipalités de la région de la métropole québécoise, a annoncé en janvier 2016 qu'elle s'opposait formellement au projet de TransCanada. Pour le président de la CMM, le maire de Montréal Denis Coderre, « le projet comporte des risques importants pour notre environnement et trop peu de retombées pour notre économie ». Selon l'estimation de la CMM, un déversement majeur dans la région de Montréal pourrait entraîner des coûts variant entre 1 et 10 milliards $. La compagnie TransCanada avait refusé de participer aux audiences publiques de la CMM.

### Alberta
Étant très intéressé à diversifier les routes d'exportation de son pétrole, le gouvernement de l'Alberta a signé une entente avec TransCanada par laquelle il s'engage à verser un montant de 5 milliards $ en 20 ans, soit 250 millions par an, en droits pour l'acheminement du pétrole par cet oléoduc, correspondant à 100 000 bbl/j.

### Ontario
L'Ontario annonce en novembre 2013 la tenue d'audiences publiques sur le projet. En janvier 2016, la Première ministre de l'Ontario, Kathleen Wynne, annonce son appui au projet.

### Un conflit Est-Ouest
En janvier 2016, les positions du Québec et de l'Alberta apparaissent de plus en plus irréconciliables. La situation a connu un renversement spectaculaire en quarante ans. Dans les années 1970, le gouvernement de Pierre-Elliott Trudeau voulait un oléoduc pour acheminer le pétrole de l'Alberta vers le Québec et, à cette fin, avait offert d'importantes subventions à Interprovincial Pipe Line — devenu par la suite Enbridge, mais les producteurs pétroliers s'étaient opposés à cette extension du pipeline vers l'Est parce qu'ils pouvaient vendre leur pétrole à un meilleur prix aux États-Unis.